# Giovanni Pianori
Giovanni Pianori, detto il Brisighellino (Brisighella, 16 agosto 1823 – Parigi, 14 maggio 1855), è stato un patriota italiano.

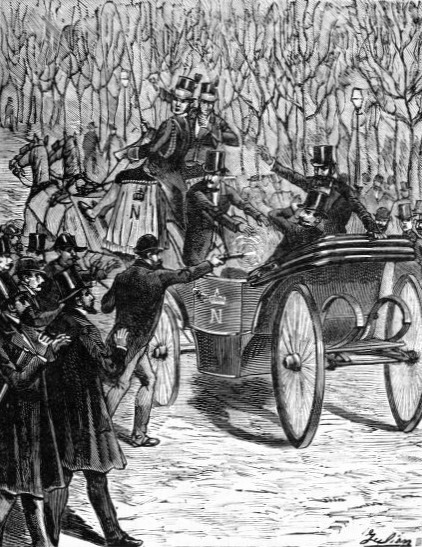
Attentato a Napoleone III

Il 28 aprile 1855 compì un fallito attentato a Napoleone III e fu per questo condannato a morte.

## Biografia
Nato a Ritortolo, una piccola frazione del comune di Brisighella, figlio di un impiegato comunale, si trasferì a Faenza per svolgere il mestiere di calzolaio. Nel 1848 partecipò con entusiasmo alla prima guerra di indipendenza. Nel 1849 partecipò a Roma alla difesa della Repubblica Romana, sconfitta dalle truppe francesi inviate da Luigi Napoleone. Rientrato a Faenza, fu arrestato il 23 agosto e associato alle carceri di Ravenna. Un paio di settimane prima Anita Garibaldi era morta a Mandriole di Ravenna (gli austriaci e i "papalini" davano la caccia a Garibaldi e a tutti coloro che lo avevano seguito dopo la disfatta romana).
Il 28 gennaio Giovanni Pianori uscì dal carcere, ma a Faenza il 9 maggio riuscì a stento a sfuggire all'arresto per aver dato del "boia" a una guardia di pubblica sicurezza. Cominciò così il suo esilio a Genova, Livorno, Corsica (Bastia), dove lo raggiunse la moglie, Virginia Padovani, con i figli Angela (nata nel 1847) e Edoardo (nato nel 1852). Giovanni aveva un passaporto a nome Antonio Liverani. A Bastia (dove Giovanni aveva aperto una piccola bottega da calzolaio) Virginia "passava" come fosse la sorella. Nella primavera del 1853, il governo di Napoleone III ordinò un controllo di tutti gli stranieri (soprattutto italiani) che si trovavano sul suolo francese. Sul passaporto di Virginia c'era scritto che era sposata a Giovanni Pianori. Il brisighellese fu così costretto a rimandare la moglie a Faenza con i due bimbi piccoli e lui stesso s'imbarcò per la Francia. Soggiornò per qualche tempo a Marsiglia, quindi raggiunse Chalon-sur-Saône, guadagnandosi da vivere facendo il calzolaio (mestiere nel quale eccelleva). Dopo alcuni mesi a Chalon-sur-Saône, Pianori raggiunse Parigi.

### L'attentato
Nel dicembre del 1854 partì per Londra, probabilmente chiamato da Mazzini che stava organizzando un moto insurrezionale europeo in accordo con patrioti polacchi, ungheresi e francesi; questi ultimi (fra i quali Victor Hugo) erano "furiosi" verso Luigi Napoleone che aveva fatto il colpo di Stato e si era proclamato imperatore. Dopo aver affossato la Repubblica Romana nel 1849, egli aveva pure affossato la Repubblica francese nel 1851-52.
Ritenendo di dover vendicare l'offesa fatta da Napoleone III all'Italia con l'occupazione di Roma, rientrò a Parigi. Appostò l'imperatore agli Champs-Élysées, dov'era solito compiere la sua passeggiata serale a cavallo; alle ore 17 del 28 aprile 1855 gli sparò contro due colpi - andati a vuoto - con una pistola a doppia canna comprata a Londra.
Subito bloccato a terra, una guardia del corpo di Napoleone III lo colpì con un pugnale, ferendolo. L'imperatore ordinò: "Ne le tuez pas! ("Non uccidetelo!")

### Processo e condanna a morte
Portato al posto di polizia, il prefetto Petri chiese insistentemente a Pianori (che aveva dichiarato le sue vere generalità e la sua provenienza, Faenza) i nomi dei complici. Di fronte al silenzio del romagnolo, il prefetto lo portò davanti al plotone di esecuzione sperando, inutilmente, di piegare la sua resistenza.
Il 7 maggio 1855 Pianori fu processato sbrigativamente dalla Corte di Assise della Senna, che non gli concesse l'interprete nonostante fosse chiarissimo che l'imputato non conosceva bene la lingua e non era in grado di capire il dibattimento e le domande che gli venivano rivolte. Nella successiva perquisizione del suo appartamento parigino furono rinvenute altre due pistole.
Inoltre la Corte incorse in un errore giudiziario clamoroso; fidandosi della Segreteria di Stato del Vaticano (che glieli aveva inviati), essa prese per buoni dei precedenti penali gravissimi (incendiario, rivoluzionario, omicida, evaso dalle galere pontificie ecc.), precedenti che riguardavano una persona diversa rispetto a quella che stava processando: (Senesio, il fratello).
L'incredibile errore -  scambio di persona - ebbe la più tragica delle conseguenze, perché contribuì in maniera determinante alla sbrigativa condanna a morte dell'imputato.
Pianori fino all'ultimo negò d'avere complici, nonostante fosse chiaro per tutti che dietro lui c'era Mazzini.
Il Brisighellino al processo motivò così il suo gesto: 
Condannato a morte (la pena dei parricidi), Pianori venne ghigliottinato il 14 maggio 1855 sulla Piazza della Roquette.
Egli affrontò il patibolo con incredibile coraggio e grande dignità, rifiutando il velo nero che, secondo il cerimoniale di morte, doveva tenergli nascosto il viso. Il suo ultimo grido fu: "Viva la Repubblica! Viva l′Italia!"

### Conseguenze
I documenti dimostrano che l'azione compiuta dal Brisighellino fu voluta, organizzata e diretta da Giuseppe Mazzini, il quale rese omaggio al patriota romagnolo con parole che egli non aveva mai scritto per nessuno: per il grande esule genovese, Pianori, infatti, aveva reso un grande "SERVIGIO alla PATRIA" ed era stato capace "di osare e di morire"[1]. 
Giovanni Pianori aveva fatto la sua parte accettando il compito pericolosissimo assegnatogli: accendere la scintilla che doveva dare inizio a un moto insurrezionale europeo avente come obiettivo la libertà dell'Italia, della Francia, della Polonia, dell'Ungheria, approfittando della guerra di Crimea che teneva impegnati altrove gli eserciti delle grandi potenze.
Anche se il moto insurrezionale fallì, le conseguenze dell'attentato cambiarono il corso della storia europea e italiana: Napoleone III rinunciò ad andare in Crimea e si avvicinò a Vittorio Emanuele II, il cui primo ministro, Cavour, tesseva già la sua tela per unificare l'Italia cacciando l'Austria dalla Penisola.
Va aggiunto che il timore di vendetta da parte di qualcuno dei numerosi fratelli (sette) del Brisighellino portò alla persecuzione di tutti loro: Pompeo, Olinto, Giuseppe, Attilio, Ireneo, Senesio, Alessio.
Pompeo, il miglior orefice a Firenze, fu cacciato subito dal Granducato di Toscana e mandato in esilio; Olinto, cuoco del Granduca, fu licenziato su due piedi.
Senesio fu arrestato e, senza alcun processo, inviato alla Caienna non prima di avergli cambiato nome e cognome  (Angelo Zenone) perché mai si potesse scoprire l'errore giudiziario del maggio 1855 che aveva portato il fratello Giovanni alla ghigliottina. Nel 1856 egli riuscì ad evadere dall'isola del Diavolo, alla Caienna, e finì nelle sabbie mobili col viso e le mani mangiate dai granchi. A lui si ispirò Emile Zola per il personaggio di un suo celebre romanzo.
L'altro fratello, Alessio, fu consegnato con un inganno ai Francesi da parte del Cardinale Antonelli, Segretario di Pio IX. Nessun processo a suo carico: né dallo Stato Pontificio, né dai Francesi; unica colpa: essere il fratello di suo fratello.
Deportato nella lontana isola della Réunion, dopo 14 anni egli era ancora vivo e scrisse una struggente lettera all'Imperatore Napoleone III a cui chiedeva, ammalato com'era, di essere inviato nella Nuova Caledonia.
Egli non ricevette mai risposta e morì là dove, da innocente, aveva "consumato" la sua giovane vita.